# Diepholz
Diepholz (pronunciación en alemán: /ˈdiːpˌhɔlt͡s/ⓘ) es la ciudad capital del distrito de Diepholz, en el estado federado de Baja Sajonia (Alemania), a una altitud de 37 metros. Su población a finales de 2016 era de unos 17 000 habitantes y su densidad poblacional, 170 hab/km².
Se encuentra ubicado a poca distancia al sur de la ciudad de Bremen, al norte de la frontera con el estado de Renania del Norte-Westfalia.